# Liste des sous-marins de classe Los Angeles
Cet article dresse une liste exhaustive des sous-marins de la classe Los Angeles.

## Liste complète des sous-marins

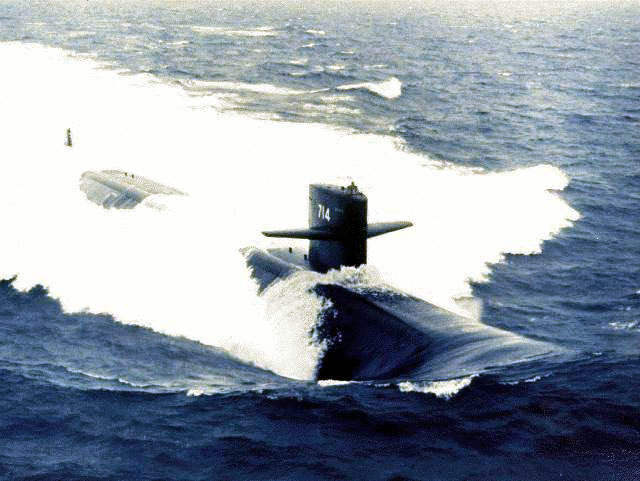
L'USS Norfolk (SSN-714). Note : les n° de coque ont été effacés depuis les années 1980.

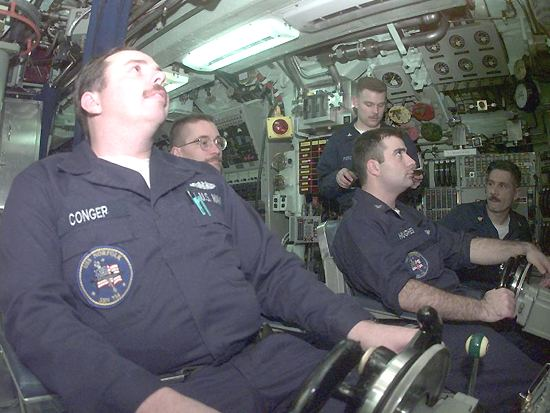
L'intérieur d'un sous marin de classe Los Angeles.

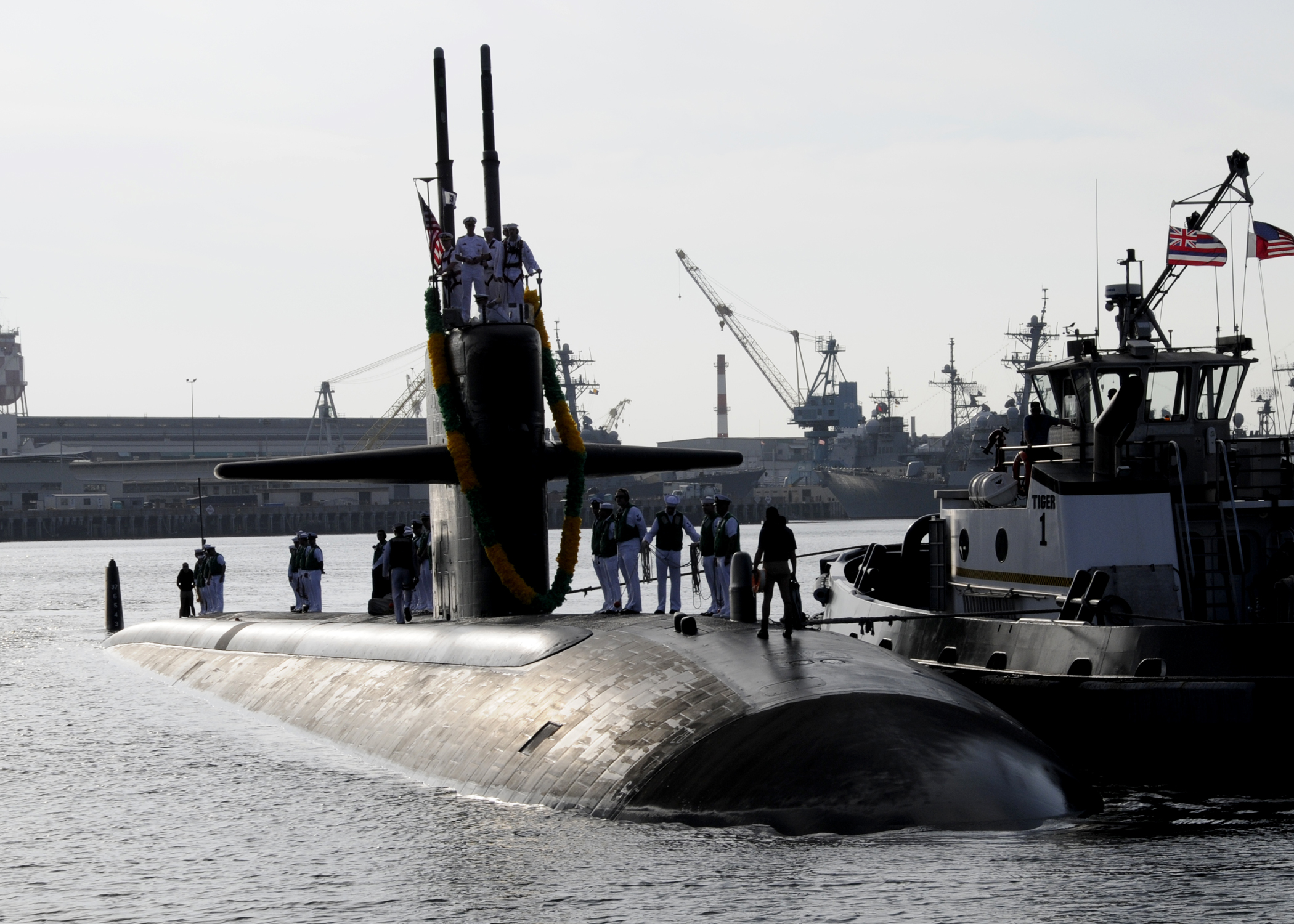
L'USS Olympia (SSN-717).

| Nom                                  | Mis en service    | Hors service     | Destin / Remarques                             |
| Flight I                             | Flight I          | Flight I         | Flight I                                       |
| ------------------------------------ | ----------------- | ---------------- | ---------------------------------------------- |
| USS Los Angeles (SSN-688)            | 13 novembre 1976  | 4 février 2011   | Démoli en 2012                                 |
| USS Baton Rouge (SSN-689)            | 25 juin 1977      | 13 janvier 1995  | Démoli en 1997                                 |
| USS Philadelphia (SSN-690)           | 25 juin 1977      | 29 juin 2011     | Retiré du service                              |
| USS Memphis (SSN-691)                | 17 décembre 1977  | 20 janvier 2012  | Retiré du service                              |
| USS Omaha (SSN-692)                  | 11 mars 1978      | 5 octobre 1995   | Démoli en 2012                                 |
| USS Cincinnati (SSN-693)             | 10 juin 1978      | 29 juillet 1995  | Retiré du service                              |
| USS Groton (SSN-694)                 | 8 juillet 1978    | 7 novembre 1997  | Démoli en 2016                                 |
| USS Birmingham (SSN-695)             | 16 décembre 1978  | 22 décembre 1997 | Démoli en 2016                                 |
| USS New York City (SSN-696)          | 3 mars 1979       | 30 avril 1997    | Retiré du service                              |
| USS Indianapolis (SSN-697)           | 5 janvier 1980    | 22 décembre 1998 | Retiré du service                              |
| USS Bremerton (SSN-698)              | 28 mars 1981      | 21 mai 2021      | Retiré du service                              |
| USS Jacksonville (SSN-699)           | 26 mai 1981       | 26 juin 2018     | Retiré du service                              |
| USS Dallas (SSN-700)                 | 18 juillet 1981   | 4 avril 2018     | Retiré du service                              |
| USS La Jolla (SSN-701)               | 30 septembre 1981 | 15 novembre 2019 | Transformé en sous-marin école                 |
| USS Phoenix (SSN-702)                | 19 décembre 1981  | 29 juillet 1998  | Retiré du service                              |
| USS Boston (SSN-703)                 | 30 janvier 1982   | 19 novembre 1999 | Démoli en 2003                                 |
| USS Baltimore (SSN-704)              | 24 juillet 1982   | 10 juillet 1998  | Retiré du service                              |
| USS City of Corpus Christi (SSN-705) | 8 janvier 1983    | 3 août 2017      | Retiré du service                              |
| USS Albuquerque (SSN-706)            | 21 mai 1983       | 23 février 2017  | Retiré du service                              |
| USS Portsmouth (SSN-707)             | 1er octobre 1983  | 18 août 2005     | Retiré du service                              |
| USS Minneapolis-Saint Paul (SSN-708) | 10 mars 1984      | 28 août 2008     | Retiré du service                              |
| USS Hyman G. Rickover (SSN-709)      | 21 juillet 1984   | 17 décembre 2007 | Retiré du service                              |
| USS Augusta (SSN-710)                | 19 janvier 1985   | 11 février 2009  | Retiré du service                              |
| USS San Francisco (SSN-711)          | 24 avril 1981     | -                | En cours de transformation en sous-marin école |
| USS Atlanta (SSN-712)                | 6 mars 1982       | 16 décembre 1999 | Retiré du service                              |
| USS Houston (SSN-713)                | 15 septembre 1982 | 24 août 2017     | Retiré du service                              |
| USS Norfolk (SSN-714)                | 21 mai 1983       | 13 novembre 2015 | Retiré du service                              |
| USS Buffalo (SSN-715)                | 5 novembre 1983   | 30 janvier 2019  | Retiré du service                              |
| USS Salt Lake City (SSN-716)         | 12 mai 1984       | 15 janvier 2006  | Retiré du service                              |
| USS Olympia (SSN-717)                | 17 novembre 1984  | 5 février 2021   | Retiré du service                              |
| USS Honolulu (SSN-718)               | 6 juillet 1985    | 2 novembre 2007  | Retiré du service                              |
| Flight II                            |                   |                  |                                                |
| USS Providence (SSN-719)             | 27 juillet 1985   | -                | En service                                     |
| USS Pittsburgh (SSN-720)             | 23 novembre 1985  | 15 avril 2020    | Retiré du service                              |
| USS Chicago (SSN-721)                | 27 septembre 1986 | -                | En service                                     |
| USS Key West (SSN-722)               | 12 septembre 1987 | -                | En service                                     |
| USS Oklahoma City (SSN-723)          | 9 juillet 1988    | -                | En service                                     |
| USS Louisville (SSN-724)             | 8 novembre 1986   | 9 mars 2021      | Retiré du service                              |
| USS Helena (SSN-725)                 | 11 juillet 1987   | -                | En service                                     |
| USS Newport News (SSN-750)           | 3 juin 1989       | -                | En service                                     |
| Flight III                           |                   |                  |                                                |
| USS San Juan (SSN-751)               | 6 août 1988       | -                | En service                                     |
| USS Pasadena (SSN-752)               | 11 février 1989   | -                | En service                                     |
| USS Albany (SSN-753)                 | 7 avril 1990      | -                | En service                                     |
| USS Topeka (SSN-754)                 | 21 octobre 1989   | -                | En service                                     |
| USS Miami (SSN-755)                  | 30 juin 1990      | 3 décembre 2014  | Retiré du service                              |
| USS Scranton (SSN-756)               | 26 janvier 1991   | -                | En service                                     |
| USS Alexandria (SSN-757)             | 26 juin 1991      | -                | En service                                     |
| USS Asheville (SSN-758)              | 28 septembre 1991 | -                | En service                                     |
| USS Jefferson City (SSN-759)         | 29 février 1992   | -                | En service                                     |
| USS Annapolis (SSN-760)              | 11 avril 1992     | -                | En service                                     |
| USS Springfield (SSN-761)            | 9 janvier 1993    | -                | En service                                     |
| USS Columbus (SSN-762)               | 24 juillet 1993   | -                | En service                                     |
| USS Santa Fe (SSN-763)               | 8 janvier 1994    | -                | En service                                     |
| USS Boise (SSN-764)                  | 7 novembre 1992   | -                | En service                                     |
| USS Montpelier (SSN-765)             | 13 mars 1993      | -                | En service                                     |
| USS Charlotte (SSN-766)              | 16 septembre 1994 | -                | En service                                     |
| USS Hampton (SSN-767)                | 6 novembre 1993   | -                | En service                                     |
| USS Hartford (SSN-768)               | 10 décembre 1994  | -                | En service                                     |
| USS Toledo (SSN-769)                 | 24 février 1995   | -                | En service                                     |
| USS Tucson (SSN-770)                 | 18 août 1995      | -                | En service                                     |
| USS Columbia (SSN-771)               | 9 octobre 1995    | -                | En service                                     |
| USS Greeneville (SSN-772)            | 16 février 1996   | -                | En service                                     |
| USS Cheyenne (SSN-773)               | 13 septembre 1996 | -                | En service                                     |